# Celastrus caseariifolius
Celastrus caseariifolius är en benvedsväxtart som beskrevs av Lundell. Celastrus caseariifolius ingår i släktet Celastrus och familjen Celastraceae. Inga underarter finns listade.